# Tomasz Iwan
Tomasz Iwan (ur. 12 czerwca 1971 w Słupsku) – polski piłkarz, reprezentant Polski, występujący na pozycji pomocnika. W latach 2013–2018 dyrektor reprezentacji Polski ds. organizacyjnych.

## Kariera klubowa
Karierę piłkarską rozpoczął w 1988 roku, w Jantarze Ustka. W Ekstraklasie zadebiutował w 1991 roku, w barwach Olimpii Poznań. Jego pierwszym zagranicznym klubem został w 1994 Roda JC Kerkrade. Rok później wygrał plebiscyt Piłki Nożnej w kategorii Odkrycie roku. Przez prawie 7 kolejnych lat (z krótką przerwą) grał w lidze holenderskiej. Za jego transfer w 1997 PSV Eindhoven zapłacił 3,2 mln USD. Iwan zdobył z tym klubem dwa tytuły mistrza kraju. Od 2001 do 2005 roku był zawodnikiem klubów austriackich (głównie Admira Wacker Mödling). W sezonie 2005/2006 Tomasz Iwan powrócił do Ekstraklasy, grając w zespole Lecha Poznań. Po tym sezonie, z powodu kontuzji zakończył karierę zawodniczą.
Jeden z dwóch piłkarzy, którzy grali w I lidze w barwach trzech poznańskich klubów (Olimpia Poznań, Warta Poznań i Lech Poznań). Drugim z nich jest Dariusz Wojciechowski.

## Reprezentacja
W reprezentacji Polski zadebiutował 16 sierpnia 1995 roku w meczu Polska-Francja (1-1) w Paryżu. Jego ostatnim występem w kadrze było spotkanie z 17 kwietnia 2002 roku Polska-Rumunia (1-2) w Bydgoszczy. Nie znalazł się w kadrze na Mundial 2002, co uznano za jedną z zaskakujących decyzji selekcjonera Jerzego Engela. Trener swoją decyzję argumentował rzadkim występowaniem zawodnika w meczach klubowych. W reprezentacji rozegrał 40 spotkań i strzelił 4 bramki.
31 października 2013 roku został dyrektorem reprezentacji Polski ds. organizacyjnych, zastępując na tej funkcji Konrada Paśniewskiego. Pozostał na stanowisku do Mistrzostwach Świata 2018 organizowanych w Rosji. Po nieudanym turnieju Jerzy Brzęczek zastąpił Adama Nawałkę w roli selekcjonera reprezentacji wybierając własny sztab szkoleniowy. Tomasz Iwan zakończył pracę jako dyrektor reprezentacji 16 lipca 2018 roku.

## Sukcesy
- Mistrzostwo Holandii (2 razy): 2000 i 2001 z PSV Eindhoven

## Plażowa piłka nożna
Był przewodniczącym Komisji ds. Piłki Plażowej PZPN i trenerem polskiej reprezentacji w piłce plażowej.

## Życie osobiste
- Brat Mirosław był piłkarzem m.in. Warty Poznań.
- Brat Piotr był piłkarzem m.in. Jantaru Ustka.
- 29 października 2014 roku dostał tytuł honorowego obywatela miasta Ustka[8]
- Ze swoją pierwszą partnerką ma bliźniaki - Oskara i Tinę. Ze związku z Natalią Jakułą ma syna Wiktora.